# فرانك مانلي
فرانك مانلي (بالإنجليزية: Frank Manley)‏‏ (13 نوفمبر 1930 في سكرانتون - 11 نوفمبر 2009 في أتلانتا) شاعر، وروائي من الولايات المتحدة.

## الجوائز
- زمالة غوغنهايم